# Mesonemoura multispira
Mesonemoura multispira är en bäcksländeart som först beskrevs av Wu, C.F. 1973.  Mesonemoura multispira ingår i släktet Mesonemoura och familjen kryssbäcksländor. Inga underarter finns listade i Catalogue of Life.